# Carranco (San Luis Potosí)
Carranco es una localidad situada en el municipio de Villa de Reyes, en el Estado de San Luis Potosí (México).
Carranco tiene 1.844 habitantes, y está a 1.940 metros de altitud.
Las coordenadas GPS son éstas:
- Longitud (dec): -101.096944
- Latitud (dec): 21.821667

La localidad se encuentra a una altitud media de 1940 m s. n. m.

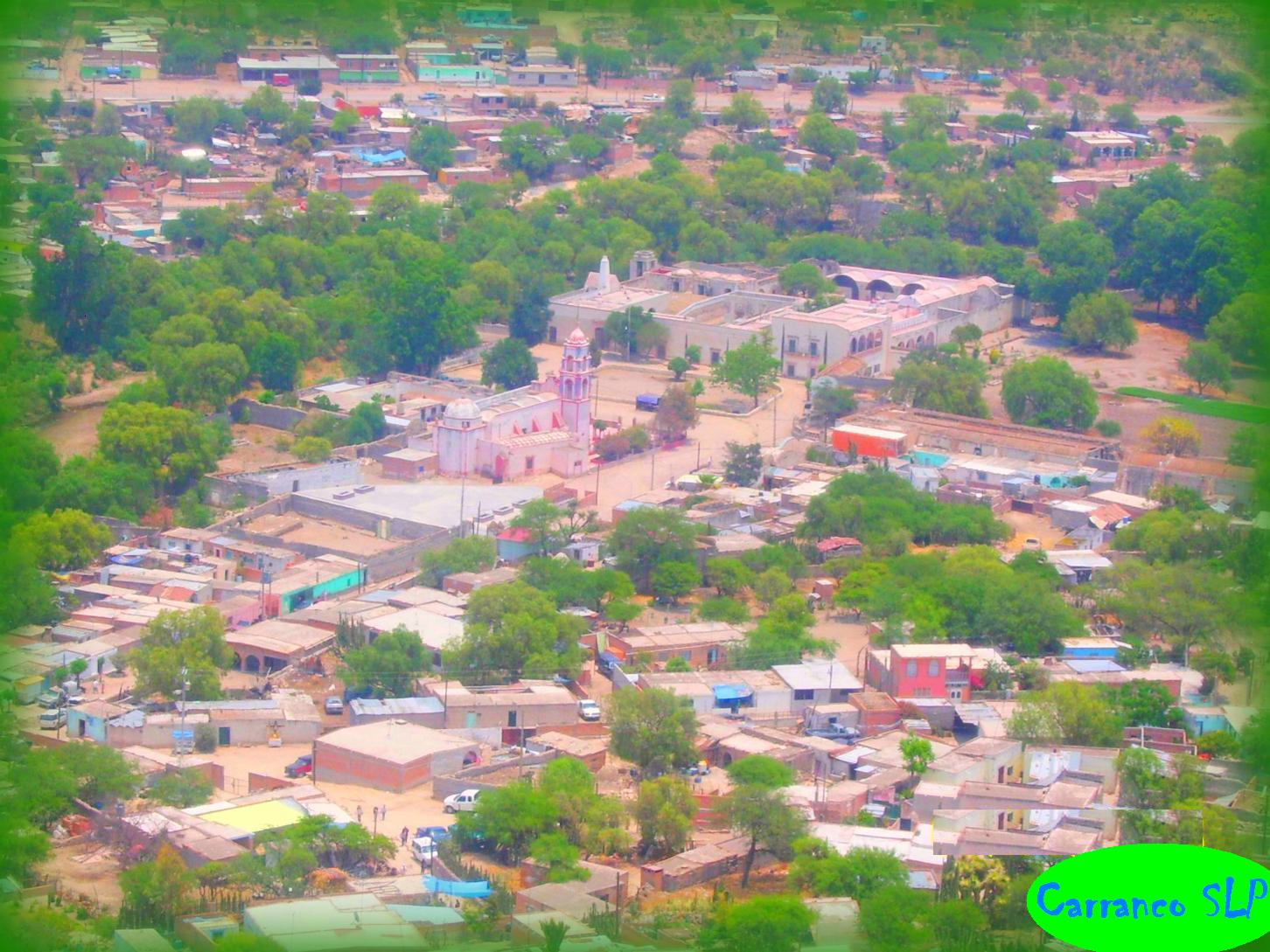
Centro de Carranco.

## Población en Carranco
La población total de Carranco es de 1.844 personas, de las que 860 son de sexo masculino y 984 del femenino.

## Edades de los ciudadanos
Hay 935 menores de edad y 909 adultos, de los cuales 119 tienen más de 60 años.

## Habitantes indígenas en Carranco
11 personas en Carranco viven en hogares indígenas. Un idioma indígena hablan de los habitantes de más de 5 años de edad 2 personas. El número de los que solo hablan un idioma indígena pero no hablan mexicano es 0, los de cuales hablan también mexicano es 0.
Estructura social
Derecho a atención médica por el seguro social, tienen 120 habitantes de Carranco.

## Estructura económica
En Carranco hay un total de 360 hogares.
De estos 359 viviendas, 8 tienen piso de tierra y unos 13 consisten de una sola habitación.
270 de todas las viviendas tienen instalaciones sanitarias, 280 son conectadas al servicio público, 353 tienen acceso a la luz eléctrica.
La estructura económica permite a 0 viviendas tener una computadora, a 107 tener una lavadora y 340 tienen una televisión.

## Educación escolar en Carranco
Aparte de que hay 130 analfabetos de 15 y más años, 29 de los jóvenes entre 6 y 14 años no asisten a la escuela.
De la población a partir de los 15 años 75 no tienen ninguna escolaridad, 771 tienen una escolaridad incompleta. 165 tienen una escolaridad básica y 18 cuentan con una educación post-bósica.
Un total de 38 de la generación de jóvenes entre 15 y 24 años de edad han asistido a la escuela.

### Personajes ilustres
Filomeno Mata (1845 - 1911): Profesor, periodista y político.